# Das weiße Band
Das weiße Band (literalment en català La cinta blanca) és una pel·lícula del 2009 del director austríac Michael Haneke. La història del film - en blanc i negre- transcorre un any abans de l'esclat de la Primera Guerra Mundial i descriu els misteriosos incidents que tenen lloc al fictici poble d'Eichwald, ubicat al nord d'Alemanya.
Històricament la trama de la pel·lícula té lloc durant el sorgiment del feixisme, però segons Haneke el film pretén més aviat confrontar-se amb la violència de qualsevol tipus com a tema principal, sigui polític o sigui religiós.
Das weiße Band es va estrenar el 21 de maig de 2009 durant la 62a edició del Festival Internacional de Cinema de Canes, on Haneke se'n va endur la Palma d'Or.

## Argument
Els esdeveniments de la història són narrats i extrets de la memòria del professor de l'escola: al poble protestant d'Eichwald -al nord d'Alemanya- durant l'Imperi Alemany dels anys 1913/14, personalitats locals com ara el capellà, el metge o el baró són qui porten la paella pel mànec i manen a dones, nens i pagesos. L'estricte capellà, que dirigeix el cor de l'escola, pretén fer agafar mala consciència als seus nens en plena pubertat degut a faltes menors que aquests han comès i, durant setmanes, els fa portar una cinta blanca en record del camí de la virtut, del qual els nens presumptament s'han allunyat.
El metge, que es comporta amablement amb els nens del poble, humilia per contra a la seva minyona i abusa sexualment de la seva filla. El baró, per altra banda, tracta com li sembla als treballadors. Al poble tenen lloc aleshores tota una sèrie de desgràcies i d'incidents misteriosos que enterboleixen i tensen la vida del poble: en primer lloc un filferro apareix tensat entre dos arbres, provocant un accident al metge, que cau greument ferit del cavall; després, l'esposa d'un pagès mor per accident mentre segava el camp; el seu fill destrossa tot seguit el camp de cols del baró; el mateix fill del baró no es queda al marge dels estranys incidents i és segrestat el dia de la Festa de la collita no apareixent fins al següent dia, quan el nen és trobat al bell mig del bosc, lligat i havent sigut vexat. A continuació un graner és incendiat i més tard el capellà troba el seu periquito mort, brutalment assassinat.
El professor del poble es comença a interessar pels anormals esdeveniments i arriba a la conclusió que són els nens del poble que, afligits pels càstigs, es dediquen alhora a escarmentar als més febles que ells. Al revelar les seves sospites al capellà, aquest darrer s'indigna i li exigeix amb to amenaçador que retiri la seva acusació i s'oblidi del tema. Els autors de les malifetes queden així impunes.
La pel·lícula acaba amb l'atemptat a Sarajevo contra l'arxiduc Francesc Ferran d'Àustria, successor al tron de l'Imperi Austrohongarès, i la declaració de guerra d'Àustria-Hongria contra Sèrbia. El professor abandona el poble per a no retornar-hi mai més.

## Repartiment
- Christian Friedel: Professor
- Leonie Benesch: Eva
- Ulrich Tukur: Baró
- Ursina Lardi: Marie-Louise, la Baronessa
- Fion Mutert: Sigmund
- Michael Kranz: Professor privat
- Burghart Klaußner: Capellà
- Steffi Kühnert: Anna, muller del cura
- Maria-Victoria Dragus: Klara
- Leonard Proxauf: Martin
- Levin Henning: Adolf
- Johanna Busse: Margarete
- Thibault Sérié: Gustav
- Josef Bierbichler: Gutsverwalter
- Gabriela Maria Schmeide: Emma, muller de l'administrador
- Janina Fautz: Erna
- Enno Trebs: Georg
- Theo Trebs: Ferdinand
- Rainer Bock: Metge
- Roxane Duran: Anna
- Susanne Lothar: Llevadora
- Eddy Grahl: Karli
- Branko Samarovski: pagès
- Birgit Minichmayr: Frieda
- Aaron Denkel: Kurti
- Detlev Buck: Pare d'Eva
- Carmen-Maja Antoni: Llevadora
- Ernst Jacobi: Narrador

## Premis[2]
Amb Das weiße Band el director Haneke va competir per cinquè cop al Festival Internacional de Cinema de Canes i va guanyar la Palma d'Or després d'haver guanyat ja el Gran Premi del Jurat i el Premi a la millor direcció amb les pel·lícules La pianista i Caché, respectivament. Haneke va rebre el trofeu de la mà d'Isabelle Huppert, actriu francesa molt amiga del director austríac.
Das weiße Band va guanyar també el Gran Premi de la FIPRESCI, com a millor pel·lícula de l'any.
El gener de 2010 Das weiße Band va guanyar el Globus d'Or a la millor pel·lícula estrangera.
Premi Gaudí de 2010 a la millor pel·lícula europea.

### Nominacions
- César a la millor pel·lícula estrangera